# Sandie Toletti
Sandie Toletti (født 13. juli 1995) er en kvindelig fransk fodboldspiller, der spiller fosvar for spanske Real Madrid i Primera División og Frankrigs kvindefodboldlandshold. Hun har tidligere spillet for Montpellier og spanske Levante.
Hun fik sin officielle debut på det franske landshold i oktober 2013 i en 6–0-sejr over Polen. Hun blev første gang udtaget til EM i fodbold 2017 i Holland. Hun blev også udtaget til landstræner Corinne Diacres officielle trup mod EM i fodbold for kvinder 2022 i England.
Hun skrev i sommeren 2022 under med den spanske storklub Real Madrid i Primera División.

## Landsholdsstatistik
| Nr. | Dato             | Spillested                                     | Modstander | Score | Resultat | Turnering             |
| --- | ---------------- | ---------------------------------------------- | ---------- | ----- | -------- | --------------------- |
| 1   | 22. oktober 2021 | Stade Dominique Duvauchelle, Créteil, Frankrig | Estland    | 5–0   | 11–0     | VM-kvalifikation 2023 |
| 2   | 1. juli 2022     | Stade de la Source, Orléans, Frankrig          | Vietnam    | 3–0   | 7–0      | Venskabskamp          |